# Biddulph Grange

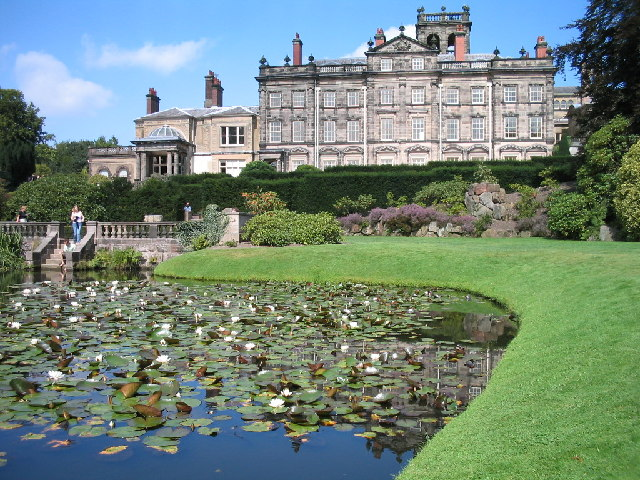
Biddulph Grange, dům ve stylu napodobujícím italské stavby a parková úprava okolo.

Biddulph Grange jsou pozemky upravené jako park nebo zahrady, v blízkosti Biddulph Stoke-on-Trent, Staffordshire, Anglie. Jsou vlastněny organizací National Trust. Jeden z největších zahradních architektů 20. století ve své knize popisuje vzhled parku jako výsledek nového vývoje módy v zahradní architektuře, kdy mnoho náhle zbohatlých vlastníků půdy povzbudila reakce proti přirozenějším úpravám parků a kraji Reptona a Browna, aby dali vytvořit záplavu zahrad podle zcela originálních nápadů, například tuto zahradu, která obsahovala mnoho možných stylů. Chvályhodná snaha o rekonstrukci parku umožňuje srovnávat některé z prací majitelů pozemků se soudobou zahradní architekturou. V České republice lze park srovnávat například s ukázkami úprav v arboretu v Borotíně.

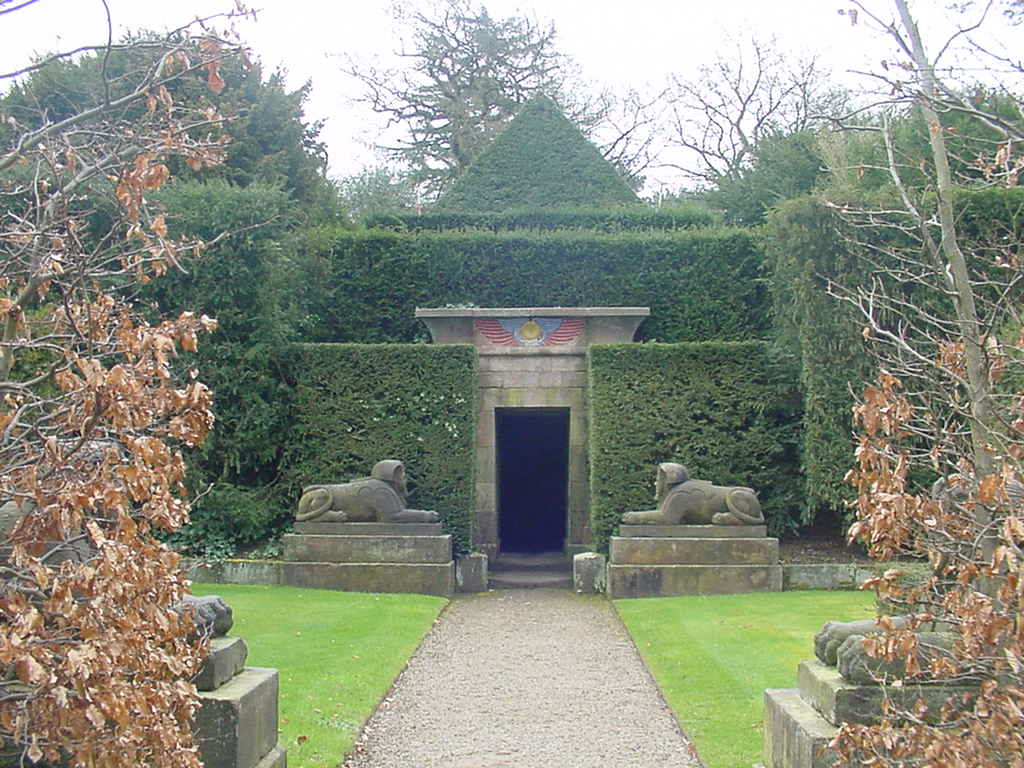
Úpravy připomínající starověký Egypt.
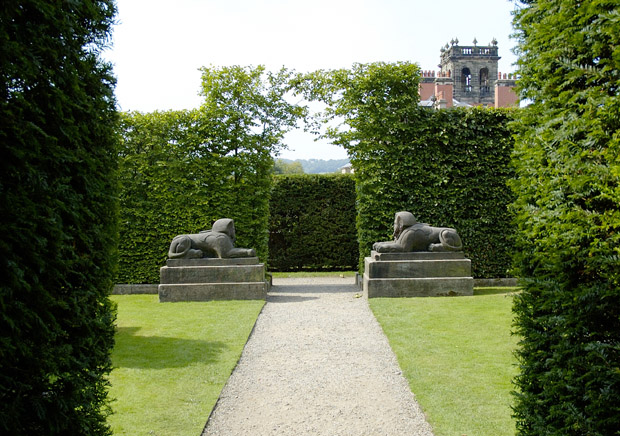
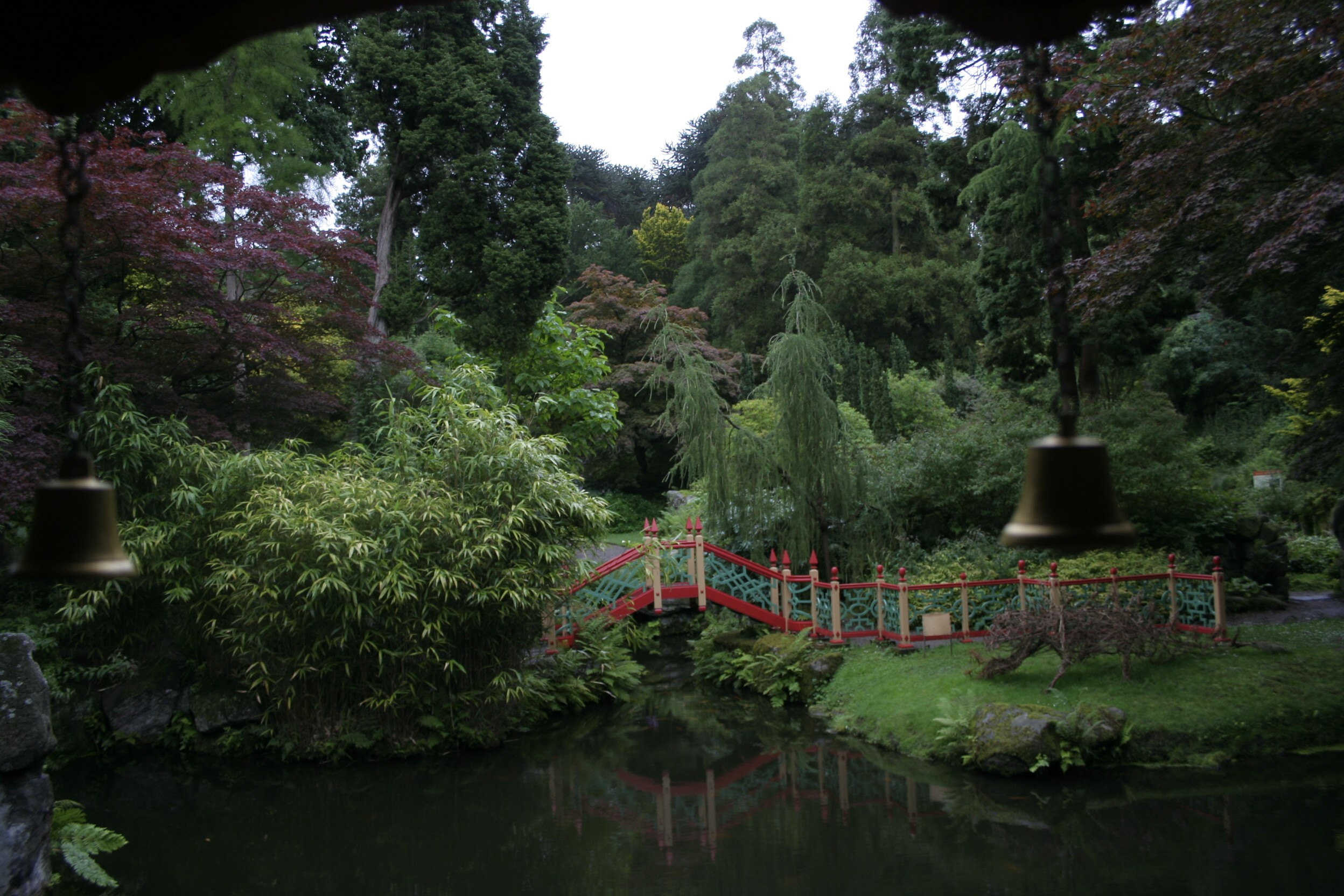
Úpravy připomínající starověkou Čínu.
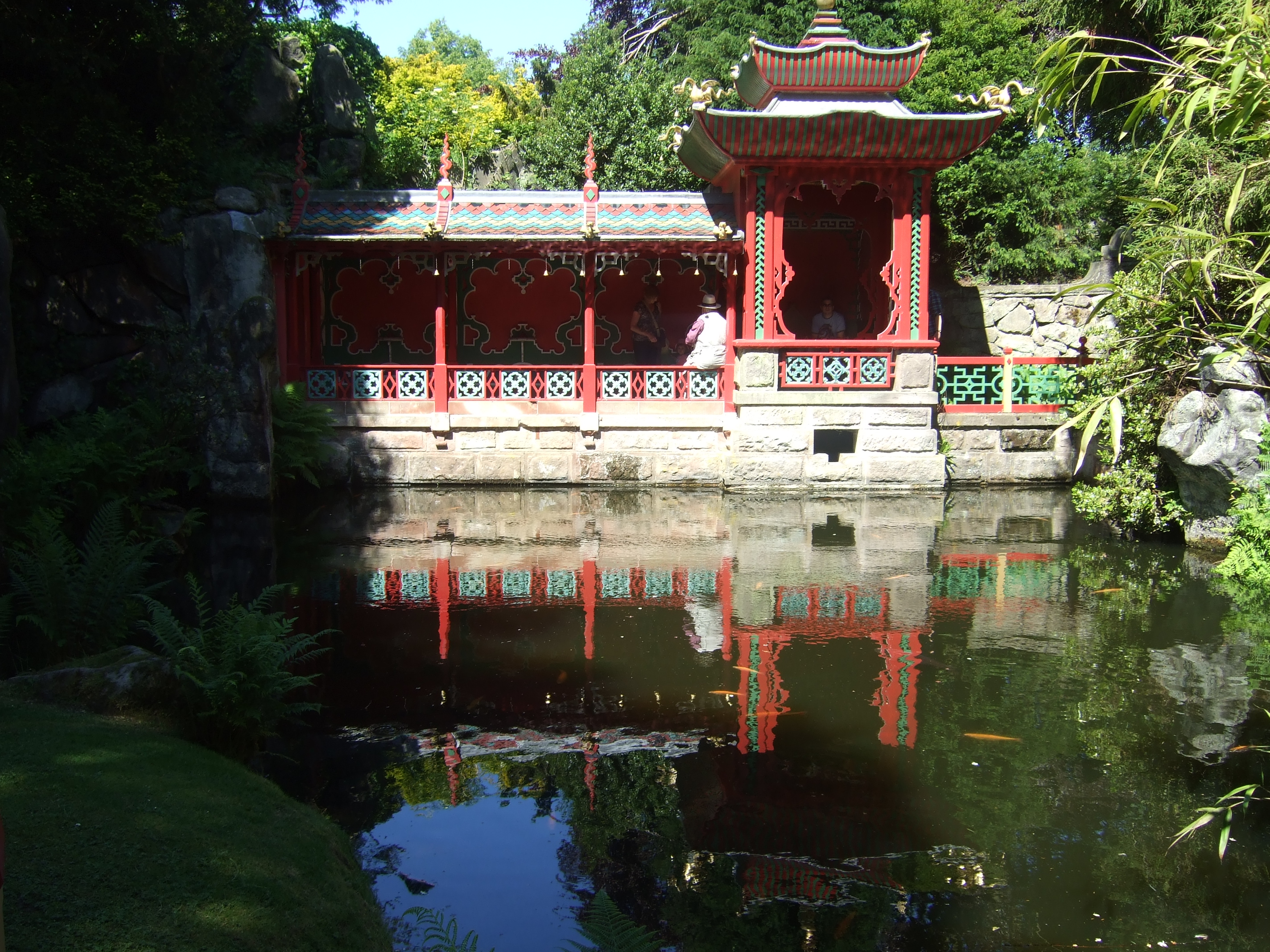
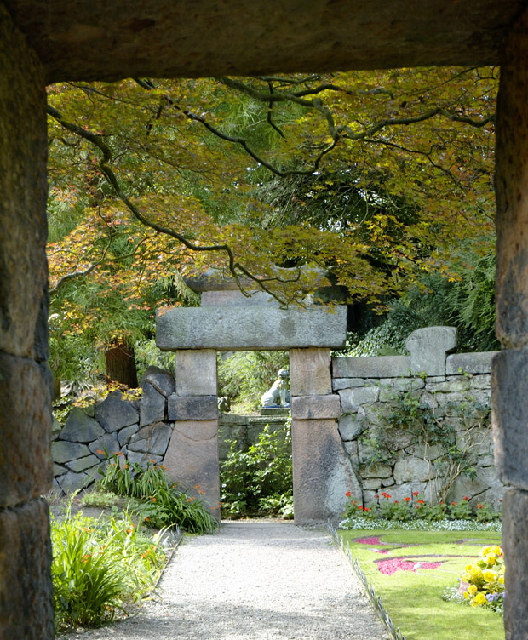

## Popis
„Za chmurnými viktoriánskými křovinami stojí sklíčené viktoriánské panské sídlo, ale za ním se skrývá jedna z nejpozoruhodnějších zahrad v Británii… …obsahuje celé kontinenty, včetně Číny a starověkého Egypta, nemluvě o italských terasách a skotských roklinách.“
„Rododendrony a azalky jsou velkolepé v pozdním jaře, ale výsadby jehličnanů a stálezelených keřů vzbuzují celoroční pozornost. Je to fantastická zahrada pro děti, s tunely a skalkami, a je zde dětská stezka s kvízy“.
Skutečný lesk Biddulph Grange „spočívá ve způsobu, jakým Cooke a Bateman skryli různé oblasti zahrady mezi sebou navzájem, pomocí hromad kamení a hustě vysázených křovin, design je částí je spojen společně tak pevně, jako puzzle nebo mozek v řezu.“. Park obsahuje „řadu napodobenin italských teras, spojených schody, a uzavřených malých květinových zahrad v dolní části, podél dlouhých živých potů uzavřených Dahlia Walk,“ V egyptské části zahrady střeží vchod do mastaby dvě sfingy, vchod vede do tunelu, jehož temnota je výzvou k prozkoumání. Hluboko uvnitř je krvavá komora (osvětlená skrytým oknem s červeným sklem) v které sedí napůl strašidelná, napůl komická postava Ape Thoth."

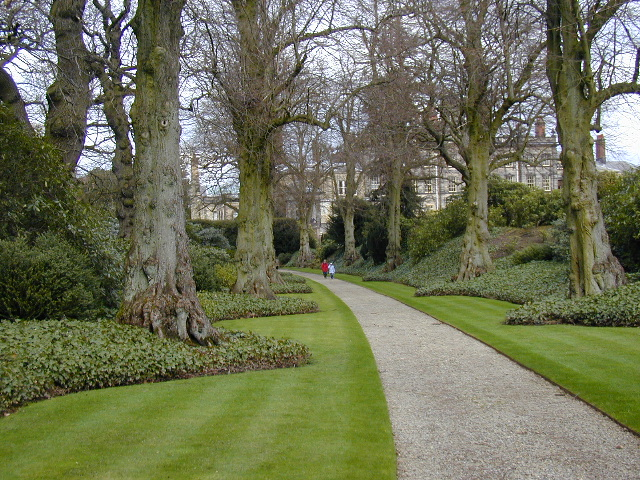

## Zahradní prvky
Zahrada je rozdělena na různé oblasti, které představují geografické oblasti nebo tematické celky:
- Čína
- Egypt
- Western Terrace
- Italian Garden
- Lime Avenue
- Rhododendron Ground
- Glen (rokle)
- Pinetum a Arboretum
- Bowling Green a quoit Ground
- Cheshire Cottage
- Wellingtonia Avenue
- Stumpery (pařezovna)
- Dahlia Walk (jiřinové chodníky)
- Partery - Lower parter, Rose parter, Verbena parter a Araucaria parter
- Cherry Orchard (třešňový sad)

## Historie
Biddulph Grange byl upraven Jamesem Batemanem (1811–1897), úspěšným zahradníkem a majitelem pozemku. Zdědil peníze po svém otci, který zbohatl na uhlí a oceli. Bateman se přestěhoval do Biddulph Grange kolem roku 1840, z nedalekého Knypersley Hall. Vytvořil zahrady s pomocí svého přítele a malíře mořských scenérií Edward William Cooke. Zahrady byly určeny na předvádění exemplářů z rozsáhlé sbírky rostlin J. Batemana.
Biddulph Grange byla původně pokryta bažinami, ale kolem roku 1840 ji koupil James Bateman „…on a jeho manželka Maria sdíleli vášeň pro rostliny, a peníze jim dopřály naplnit své zájmy. Protože dům byl rozšířen, začali pracovat na okolních zahradách. V tomto jim pomáhal umělec a přítel, Edward William Cooke, který byl nejen horlivý návrhář, ale jeho nevlastní otec vlastnil jednu z největších rostlinných školek, Loddiges v Hackney.“ Zahrady byly "navrženy Jamesem a Marií Batemanovými. Bateman „…koupil vzorky přivezené viktoriánskými lovci rostlin a stal se tak odborníkem na orchideje.“'

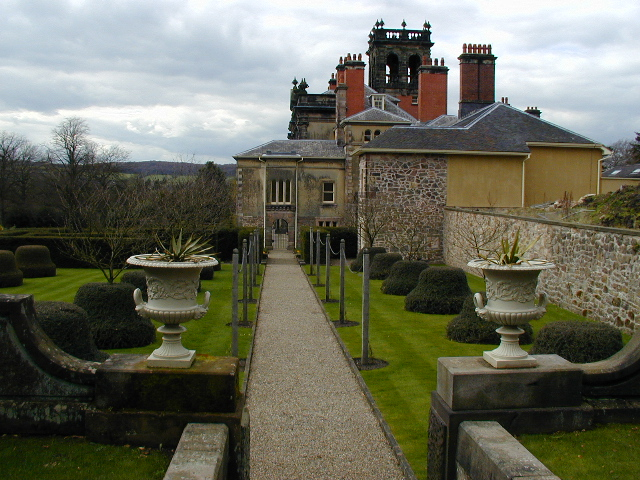

Bateman byl prezident North Staffordshire Field Society, a pracoval v Royal Horticultural Society's Plant Exploration Committee. Zahrady „…byly určeny pro ukázky vzorků z Batemanovy rozsáhlé sbírky rostlin.“ Obzvláště miloval rododendrony a azalky. Bateman byl „…sběratel a vědec přes orchideje,“ Měl řadu významných synů, kteří vyrůstali v Biddulph Grange, včetně malíře Roberta Batemana.
Jeho zahrady jsou vzácnou ukázkou přechodného období mezi stylem úprav reprezentovaných pracemi Capability Browna a pozdním viktoriánským stylem. Zahrady jsou roztříštěné a rozdělené do různých témat: Egypt, Čína, atd.
V roce 1861 se Bateman a jeho synové, kteří používali své úspory, přestěhovali do Kensingtonu v Londýně. Robert Heath koupil Biddulph Grange v roce 1871. Poté, co dům vyhořel v roce 1896 jej architekt Thomas Bower přestavěl.
Po roce 1896 dům sloužil jako dětská nemocnice, v letech 1923 až 1960. Byla známa nejprve jako "North Staffordshire Cripples' Hospital" a později jako "Biddulph Grange Orthopaedic Hospital". Pod tímto jménem se nemocnice rozšířila o oddělení pro dospělé a pokračovala v provozu do v poloviny 80. let). Zahrada 61,000 m² byla velmi málo udržována během tohoto období a terasy a dahlia Walk byly srovnány, aby se vytvořil velký trávník pro pacienty. Batemanův majetek byl (a stále je) rozdělen: nemocnice má dům a zahrady, a neobdělávaný zbytek Biddulph Grange se stal parkem Biddulph Grange Country Park.
Do roku 1991 v domě a zahradách „sídlila ortopedická nemocnice, jejíž manažeři (dost pochopitelně), se více zabývají svými pacienty než podivnými objekty a zbytky úprav na pozemku. Nejlepší část ze stoletých zahrad je zdevastovaná a navštěvovali ji pouze kolemjdoucí vandalové a vzácněji neohrožení lovci šílenců“.

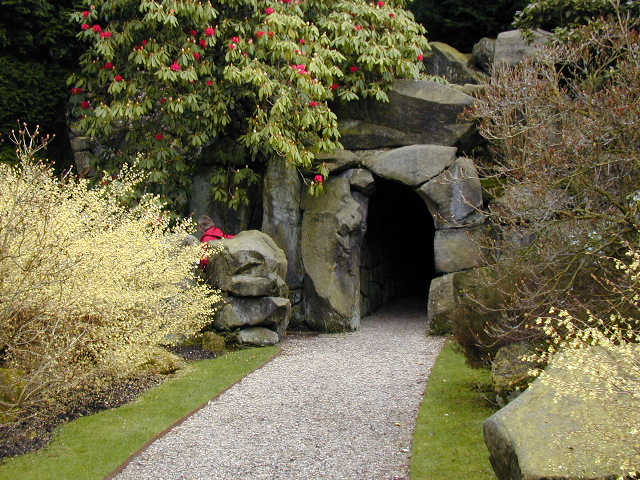
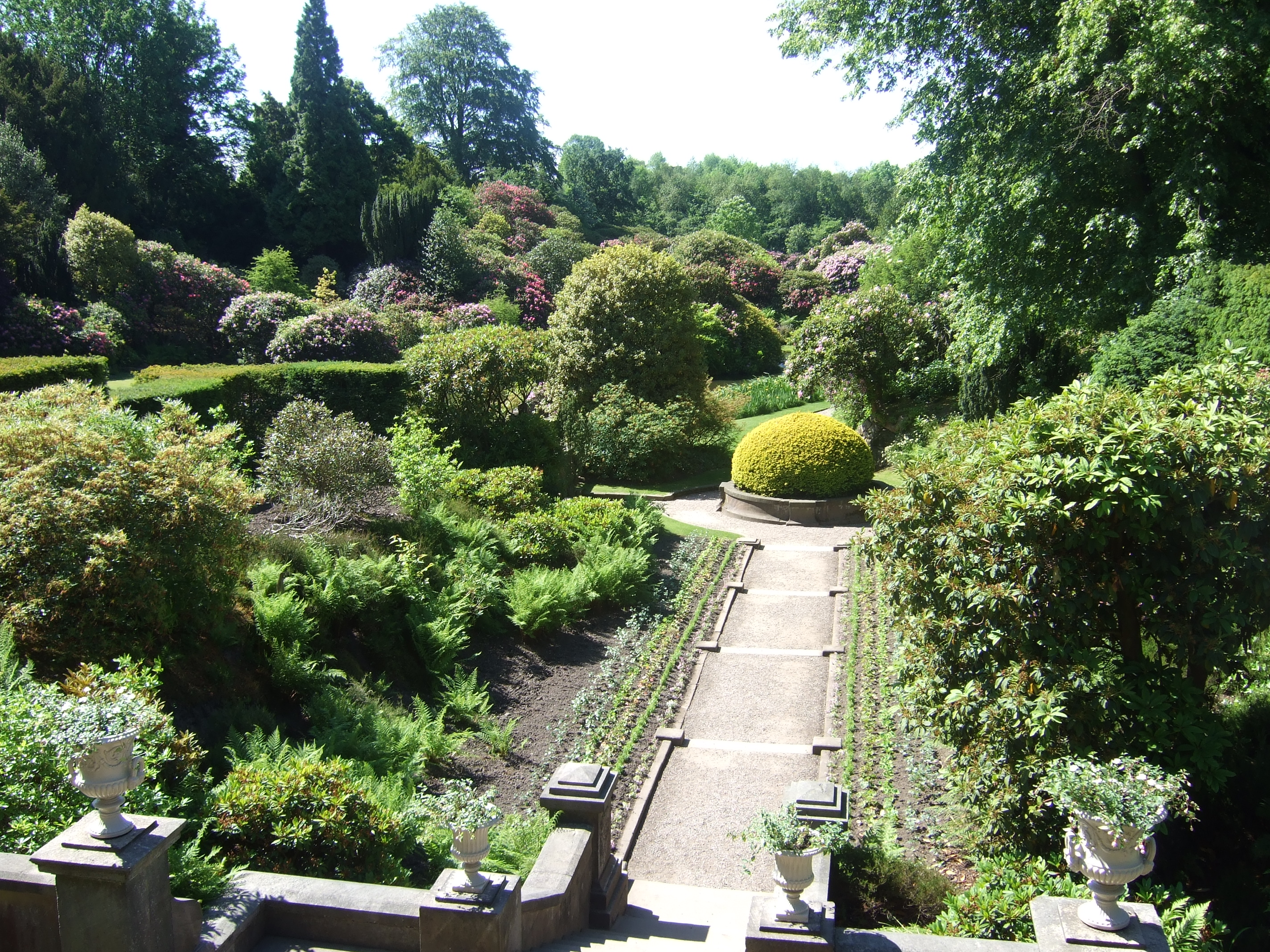
Pohled na část parku ozřejmující koncepci výsadby.
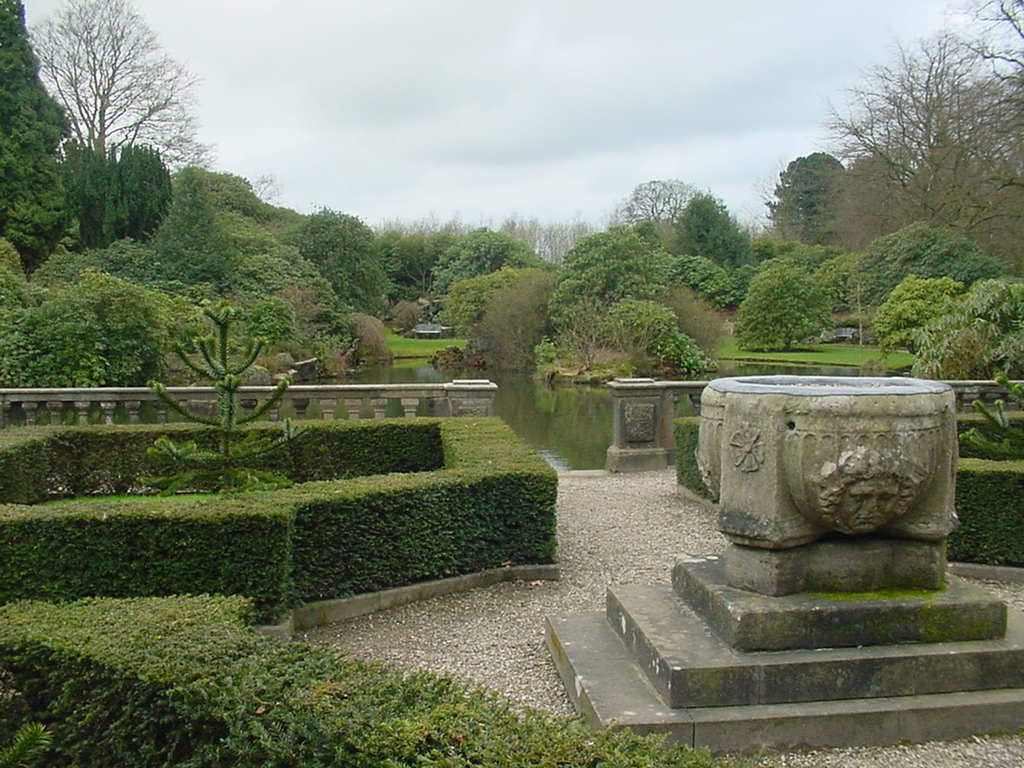
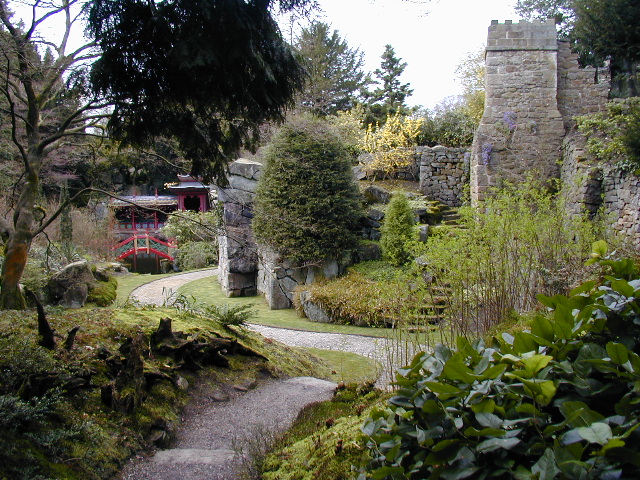
Velká čínská zeď

## Obnova
Po roce 1988 pozemky získal do vlastnictví National Trust. Zahrady, které byly nyní téměř plně obnoveny, včetně obnovení Dahlia Walk. V roce 1995/6 Wellingtonia Walk, která byla vážně poškozena byla vypokácena a v tomto roce nově osázena.
V březnu 2007 byla obnovena Woodland Terrace, které bylo před několika lety konečně zbaveno nemocničního oddělení. Prvek známý jako Velká čínská zeď byl přestavěn pro dlouhodobé zanedbání. Práce byly dokončeny v zimě 2010–2011.
Meandrující chodník tzv. Woodland Walk byl položen v pro sezónu 2011 v lese na levé straně Wellingtonia Walk (při pohledu ven). V roce 2011 začala výsadba cibulovin a raně letních záhonů v Dahlia Walk.

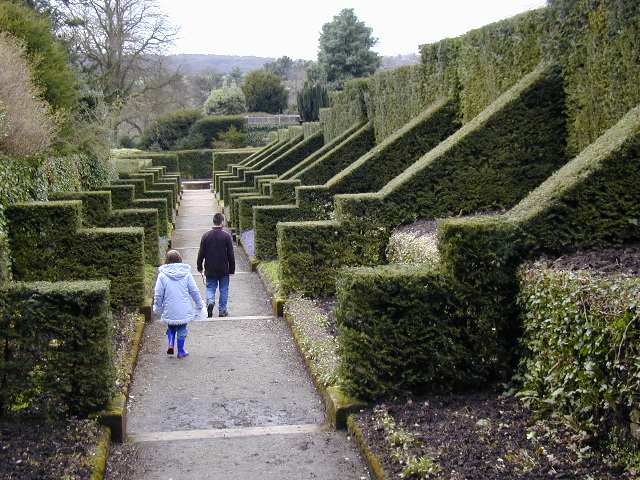
Dahlia Walk
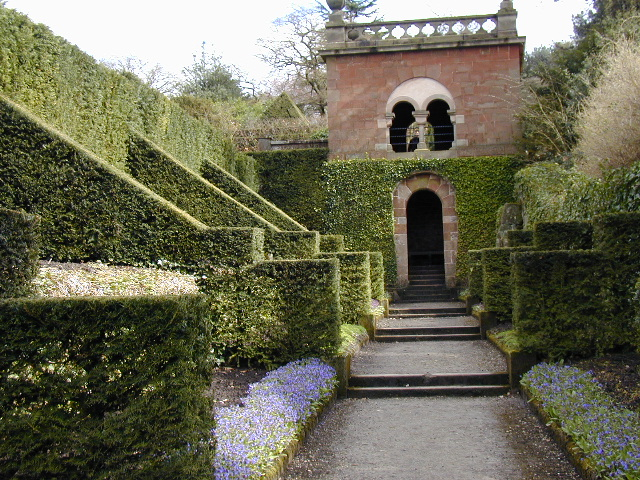
Dahlia Walk
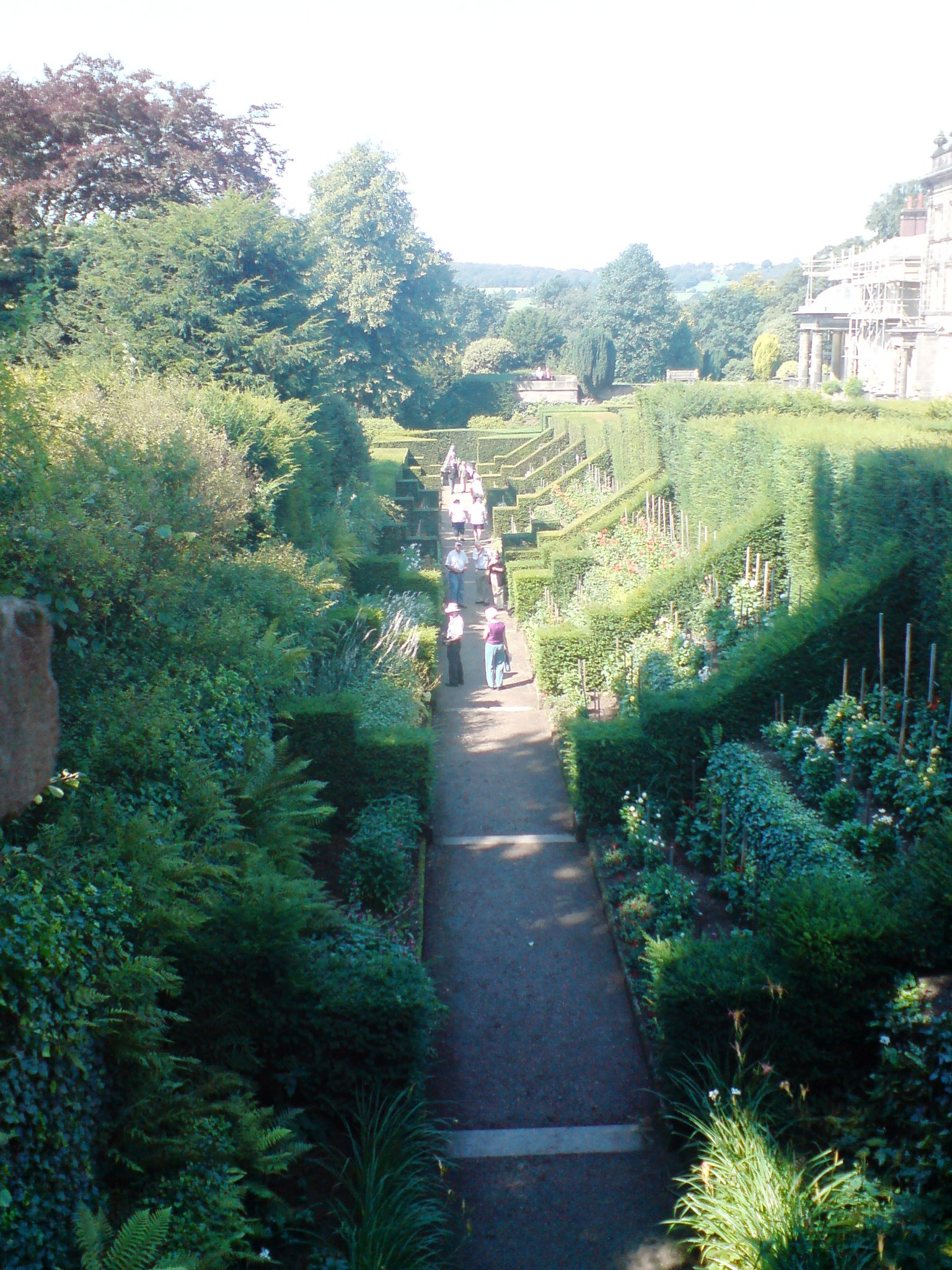
Dahlia Walk
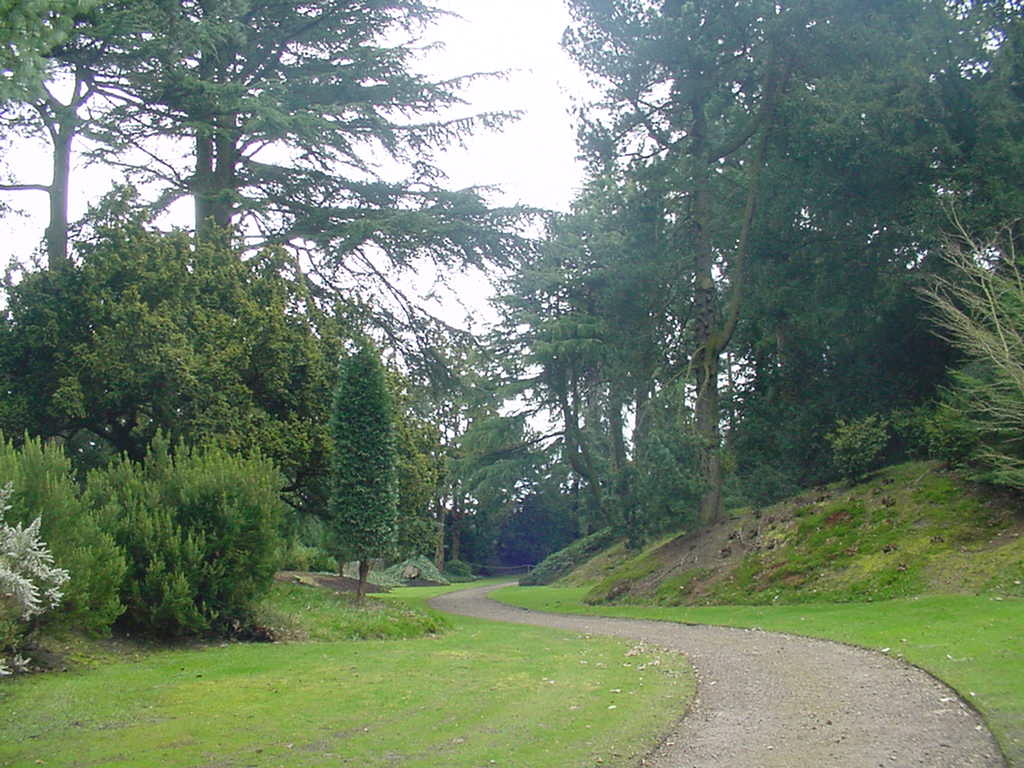
Pinetum